# Hymenosomatidae
Hymenosomatidae is een familie van krabben, behorende tot de superfamilie Majoidea.

## Systematiek
In deze familie worden volgende onderfamilies en genera onderscheiden: 

### Onderfamilies
- Hymenosomatinae MacLeay, 1838
- Odiomarinae Guinot, 2011

### Geslachten
- Apechocinus Ng & Chuang, 1996
- Cancrocaeca Ng, 1991
- Crustaenia Ng & Chuang, 1996
- Elamenopsis A. Milne-Edwards, 1873
- Guaplax Naruse, Ng & Guinot, 2008
- Halimena Melrose, 1975
- Hymenicoides Kemp, 1917
- Limnopilos Chuang & Ng, 1991
- Micas Ng & Richer de Forges, 1996
- Neohymenicus Lucas, 1980
- Odiomaris Ng & Richer de Forges, 1996
- Sulaplax Naruse, Ng & Guinot, 2008
- Trigonoplax H. Milne Edwards, 1853